# Jagiellonia Białystok w sezonie 1935

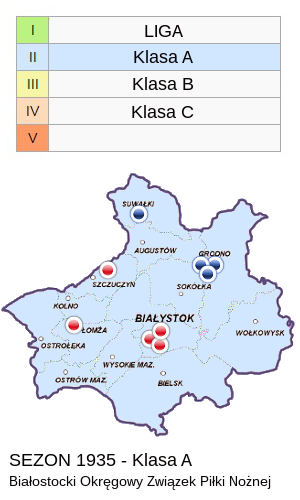
BOZPN - Zespoły występujące w Klasie A w sezonie 1935

BKS Jagiellonia Białystok przystąpiła do rozgrywek Klasy A BOZPN. 

## II poziom rozgrywek piłkarskich
System rozgrywek klasy A jak w latach poprzednich był dwufazowy. W pierwszej fazie drużyny zostały podzielone na 2 grupy terytorialne (białostocką i grodzieńską), których zwycięzcy spotkali się w dwumeczu o 1 miejsce. O utrzymanie w klasie A walczyły ostatnie drużyny z grup.
Rok 1932 przyniósł niespodziankę, którą było wywalczenie przez piłkarzy Warmii Grajewo mistrzostwa okręgu, przerywając hegemonię wojskowych z Grodna. Niestety jak poprzednio mistrz białostockiego okręgu odpadł w eliminacjach o ligę.
Jagiellonia po zakończonym sezonie 24 listopada 1935 roku głównie ze względów finansowych zmieniła strukturę organizacyjną i wróciła pod opiekę wojska. Zmieniła się nazwa klubu na Wojskowy Klub Sportowy Jagiellonia Białystok.

## Końcowa Tabela – Klasa A (Okręg białostocki)
GRUPA I
| Lp. | Drużyna                  | M | Z | R | P | Bramki | Bramki | Różn. | Pkt. | Uwagi         |
| --- | ------------------------ | - | - | - | - | ------ | ------ | ----- | ---- | ------------- |
| 1   | Warmia Grajewo (b) B     | 8 | 6 | 0 | 2 | 24     | 9      | +15   | 12   | Baraż gr.I:II |
| 2   | ŻKS Makabi Białystok (b) | 8 | 5 | 1 | 2 | 19     | 8      | +11   | 11   |               |
| 3   | Jagiellonia Białystok    | 8 | 4 | 1 | 3 | 15     | 14     | +1    | 9    |               |
| 4   | ŁKS Łomża                | 8 | 2 | 0 | 6 | 7      | 20     | -13   | 4    |               |
| 5   | Hapoel Białystok B       | 8 | 1 | 0 | 7 | 4      | 24     | -20   | 2    | Baraż gr.I:II |

GRUPA II
| Lp. | Drużyna        | M | Z | R | P | Bramki | Bramki | Różn. | Pkt. | Uwagi         |
| --- | -------------- | - | - | - | - | ------ | ------ | ----- | ---- | ------------- |
| 1   | WKS Grodno B   |   |   |   |   |        |        |       | b.d. | Baraż gr.I:II |
| 2   | Makabi Grodno  |   |   |   |   |        |        |       | b.d. |               |
| 3   | Makabi Suwałki |   |   |   |   |        |        |       | b.d. |               |
| 4   | Kraft Grodno B |   |   |   |   |        |        |       | b.d. | Baraż gr.I:II |

Baraże o 1 miejsce (finał):
| L.p. | Mecz                        | Wynik |
| ---- | --------------------------- | ----- |
| 1    | Warmia Grajewo : WKS Grodno | 2:1   |
| 2    | WKS Grodno : Warmia Grajewo | 0:1   |

Baraże o utrzymanie się w klasie A:
| W wyniku dwumeczu w klasie A utrzymał się Hapoel Białystok, do klasy B zdegradowany został Kraft Grodno. |

Ostateczna klasyfikacja:
| L.p. | Drużyna                               | Opis         |
| ---- | ------------------------------------- | ------------ |
| 1    | Warmia Grajewo M                      | elim.do Ligi |
| 2    | WKS Grodno                            |              |
| 3-4  | Makabi Grodno, ŻKS Makabi Białystok   |              |
| 5-6  | Jagiellonia Białystok, Makabi Suwałki |              |
| 7    | ŁKS Łomża                             |              |
| 8    | Hapoel Białystok                      |              |
| 9    | Kraft Grodno S                        | Spadek kl.B  |

- Zespół Makabi Białystok przed sezonem połączył się z ŻKS tworząc klub o nazwie ŻKS Makabi Białystok.
- Z klasy B awansował zespół Makabi Łomża.

## Mecze
| Mecze i wyniki | Mecze i wyniki         | Mecze i wyniki      | Mecze i wyniki | Mecze i wyniki | Mecze i wyniki       | Mecze i wyniki | Mecze i wyniki      | Poz w lidze. | Poz w lidze. | Poz w lidze. |
| Lp. | Data                   | Rozgrywki           | F.             | D/W            | Przeciwnik           | Wynik          | Strzelcy bramek     | M.           | P.           | Br.          |
| --- | ---------------------- | ------------------- | -------------- | -------------- | -------------------- | -------------- | ------------------- | ------------ | ------------ | ------------ |
| 1 97 | 12.05.1935 Białystok   | Klasa A - 1 kolejka | 1500           | D              | ŻKS Makabi Białystok | 2:2            | Sawoń, Kirchner (k) | ?            | 1            | 2:2          |
| 2 98 | ?.05.1935 Białystok    | Klasa A - 2 kolejka | -              | W              | ŁKS Łomża            | 0:3            |                     | ?            | 3            | 5:2          |
| 3 99 | ?.06.1935 Białystok    | Klasa A - 3 kolejka | -              | D              | Hapoel Białystok     | 3:0            |                     | ?            | 5            | 8:2          |
| 4 100 | 16.06.1935 Białystok   | Klasa A - 4 kolejka | -              | D              | Warmia Grajewo       | 3:2            |                     | 1            | 7            | 11:4         |
| 5 101 | (23).06.1935 Białystok | Klasa A - 5 kolejka | -              | W              | ŻKS Makabi Białystok | 1:1            |                     | ?            | 8            | 12:5         |
| 6 102 | (30).06.1935 Białystok | Klasa A - 6 kolejka | -              | D              | ŁKS Łomża            | 1:2            |                     | ?            | 8            | 13:7         |
| 7 103 | 7.07.1935 Białystok    | Klasa A - 7 kolejka | -              | W              | Warmia Grajewo       | 5:1            |                     | 3            | 8            | 14:12        |
| 8 104 | (14).07.1935 Białystok | Klasa A - 8 kolejka | -              | W              | Hapoel Białystok     | zw..           |                     | ?            | 10           | (14:12)      |
| - rozgrywki ligowe, - rozgrywki pucharu polski, - rozgrywki pucharu ligi, - rozgrywki ligi europejskiej, - mecze barażowe lub eliminacyjne, - inne. Liczba meczów w sezonie:1 2 (wszystkie mecze na najwyższym poziomie rozgrywkowym)3 (wszystkie mecze w rozgrywkach ligowych bez baraży) , Puchar Polski: 2 (mecze Pucharu Polski na szczeblu centralnym)3 (wszystkie mecze w Pucharze Polski) |                        |                     |                |                |                      |                |                     |              |              |              |